# Тэйлор, Айви
Айви Тэйлор (англ. Ivy Taylor) — государственный и политический деятель Соединённых Штатов Америки, занимавшая должность мэра Сан-Антонио с 22 июля 2014 года по 21 июня 2017 года.

## Биография
Родилась 17 июня 1970 года в Бруклине, Нью-Йорк. В 1992 году закончила Йельский университет, получив академическую степень бакалавра по американистике. В 1998 году окончила Университет Северной Каролины в Чапел-Хилле, получив академическую степень магистра в области городского и регионального планирования. В 1999 году переехала жить в Сан-Антонио, работала в Департамента жилищного строительства. Затем занимала различные должности в комиссии городского планирования Сан-Антонио.
В июле 2014 года мэр Сан-Антонио Хулиан Кастро принял решение оставить пост и занял должность министра жилищного строительства и городского развития в кабинете Барака Обамы. 22 июля 2014 года Айви Тэйлор стала исполняющей обязанности мэра Сан-Антонио. 9 мая 2015 года была избрана на должность мэра Сан-Антонио, победив в упорной борьбе независимого кандидата Летицию ван дер Пют. Таким образом, Айви Тэйлор стала первой в истории Сан-Антонио чернокожей женщиной на посту мэра, а также первой в истории США чернокожей женщиной ставшей мэром города-миллионника.